# Fukomys anselli
Fukomys anselli is een zoogdier uit de familie van de molratten (Bathyergidae). De wetenschappelijke naam van de soort werd voor het eerst geldig gepubliceerd door Burda, Zima, Scharff, Macholán & Kawalika in 1999.

## Voorkomen
De soort komt voor in Zambia.